# Walter Heike
Walter Heike (* 20. September 1934 in Tauragė; † 22. Juni 1964 in Berlin) war ein Todesopfer an der Berliner Mauer. Bei einem Fluchtversuch wurde er auf dem Invalidenfriedhof erschossen.

## Leben
Walter Heike wurde 1934 im litauischen Tauragė geboren. Die litauendeutsche Familie ließ sich 1945 nach Umsiedlung, Rückkehr und Flucht in Wriezen nieder. Ohne Abschluss verließ Heike mit 16 Jahren die Schule und arbeitete als Hilfsarbeiter bei einer Firma, bei der er später eine Lehre zum Maler absolvierte. Im Jahr 1955 verpflichtete er für fünf Jahre zum Dienst in der kasernierten Volkspolizei, aus der 1956 die Nationale Volksarmee wurde. Nach der Entlassung nahm er eine Anstellung bei der DDR-Zollverwaltung an und wurde im Grenzzollamt Friedrichstraße eingesetzt. Als er dort eine Frau aus West-Berlin kennenlernte, entfernte die Zollverwaltung ihn aus dem Dienst.
Gegenüber seiner Schwester machte er in Folge Andeutungen, dass Erkundigungen über ihn eingeholt werden würden. Zur Vorbereitung seiner Flucht fertigte er Listen mit Gegenständen an, die er zurücklassen musste. Er suchte einen geeigneten Ort für die Flucht, den er in einer Baustelle an der Scharnhorststraße fand. Am Morgen des 22. Juni 1964 begab er sich hierhin. Von einem MfS-Mitarbeiter entdeckt, wurde er aufgefordert, stehen zu bleiben. Unbeeindruckt von den beiden Warnschüssen sprang Walter Heike über eine Mauer des Invalidenfriedhofs. Er rannte in Richtung des Ufers des Spandauer Schifffahrtskanals. Dabei wurden vier weitere Grenzsoldaten auf ihn aufmerksam. Einer der Soldaten rannte hinter ihm her. Als Walter Heike die letzte Mauer vor dem Kanal emporkletterte, entsicherte der Soldat seine AK-47 und gab mehrere gezielte Schüsse auf den Flüchtenden ab. Von einem Schuss im Unterleib getroffen, fiel Walter Heike zu Boden und erlag noch vor Ort seinen Verletzungen. West-Berliner Polizisten hörten die Schüsse und beobachteten, wie ein Mensch auf einer Bahre weggetragen wurde.